# Maragha-observatoriet

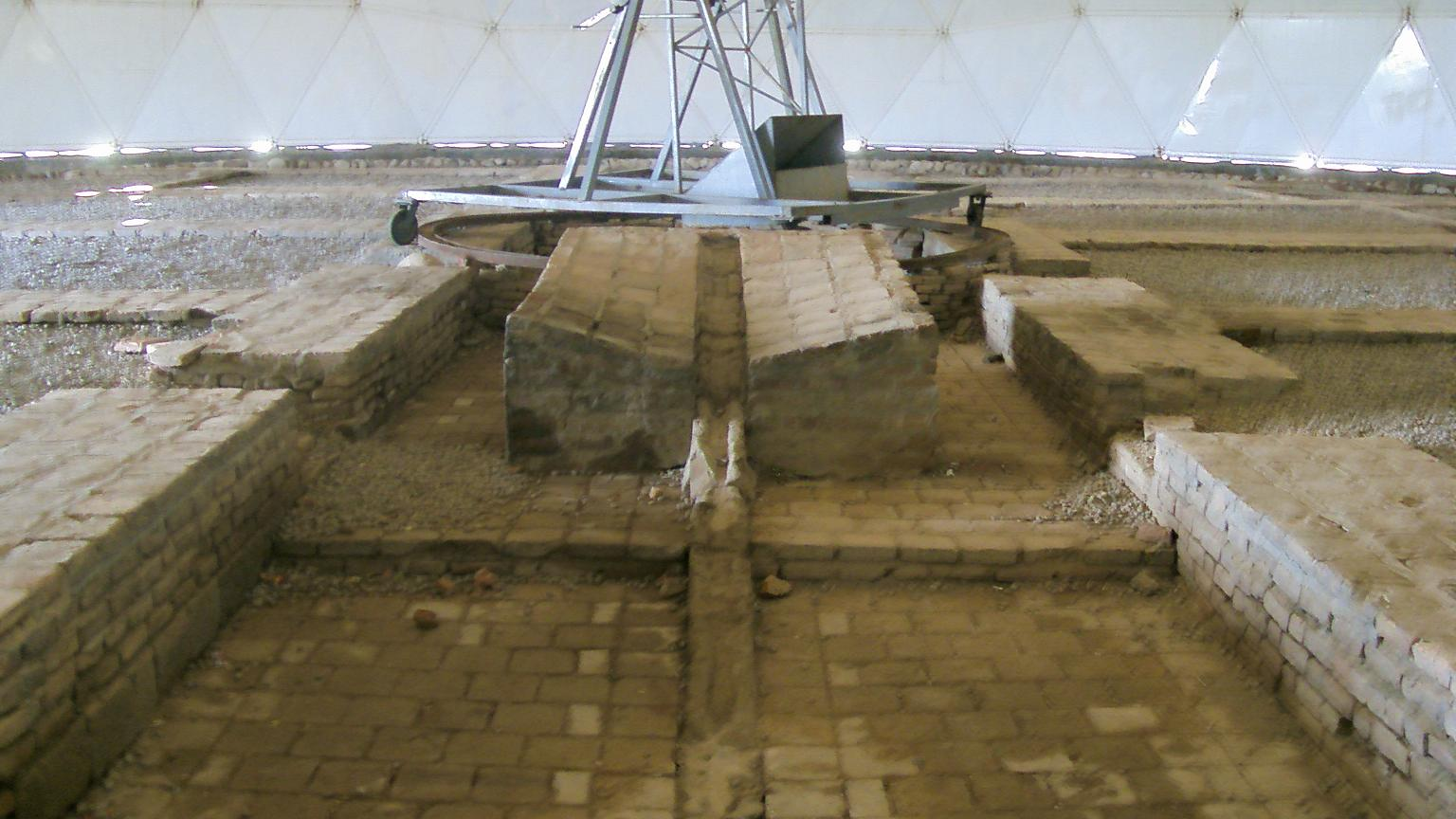
Rester av Maragha-observatoriet.

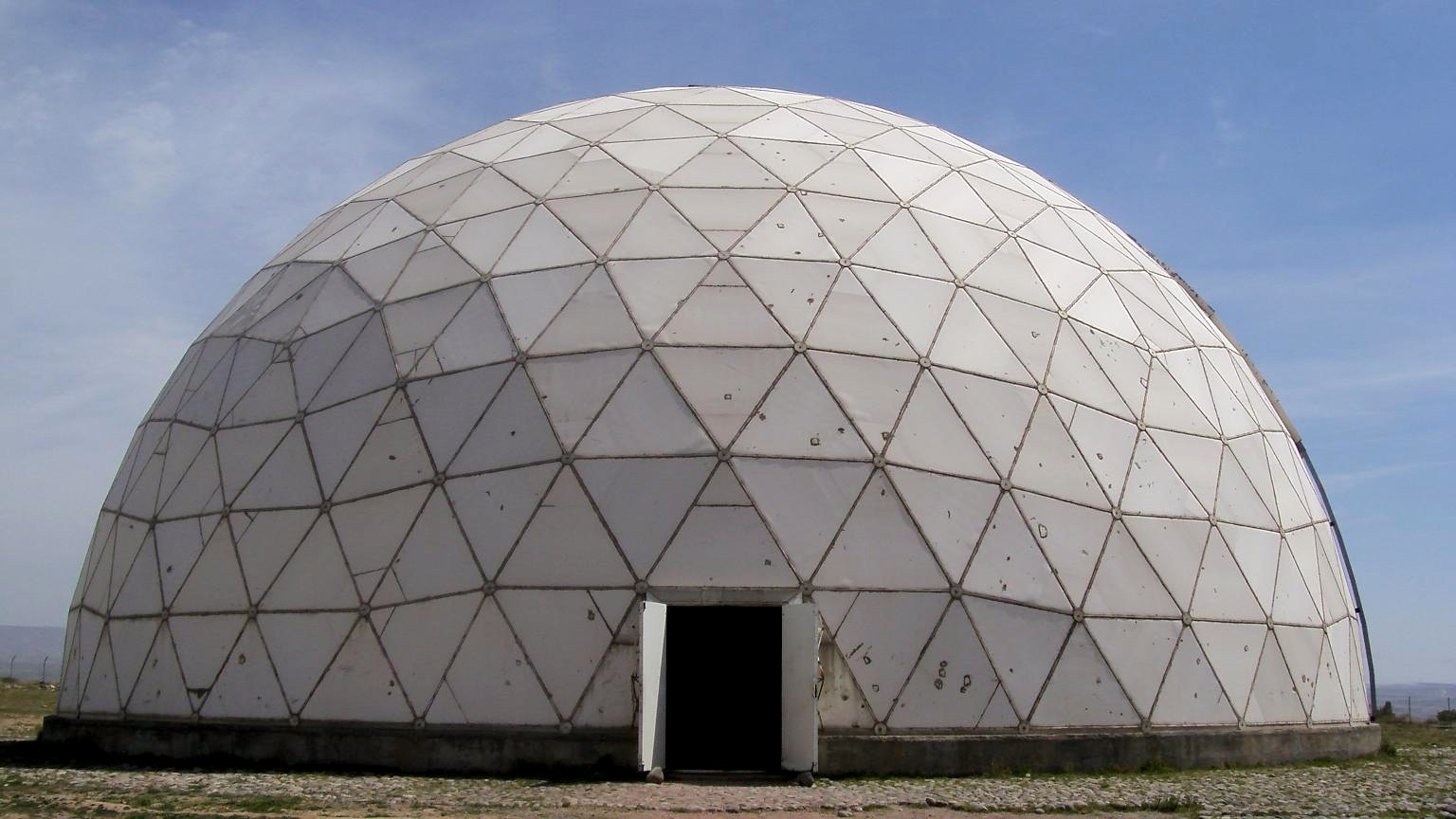
Överbyggnad till skydd för ruinen.

Maragha-observatoriet (persiska: رصدخانهٔ مراغه) är ett tidigare astronomiskt observatorium uppfört år 1259 e.Kr. på Hulegu Khans tid av Nasir al-Din al-Tusi, en iransk vetenskapsman och astronom. Observatoriet ligger väster om Maragheh, i provinsen Östazarbaijan, Iran.

## Historik
Maragha-observatoriet var det största under sin tid och dess byggnader upptog en yta på 350 meter gånger 150 meter. En av byggnaderna var en kupol som tillät solens strålar att passera. I anläggningen fanns ett bibliotek bestående av 400 000 volymer som plundrades av mongolerna. När Nasir al-Din al-Tusi avled 1274 togs driften av observatoriet över av hans son. Observatoriet var aktivt fram till slutet av 1200-talet och blev inaktivt vid början av 1300-talet. Upprepade jordbävningar och brist på underhåll omvandlade observatoriet till ruiner. För att skydda ruinen mot ytterligare förstörelse lät myndigheterna i Iran bygga en kupol över ruinen.